# 恋愛相談 おクチにできないお年頃
『恋愛相談 おクチにできないお年頃』（れんあいそうだん おくちにできないおとしごろ）は、竹洞哲也監督の日本映画。

## 概要
2021年3月26日公開。好きな人の心の声が聞こえるというテレパス能力を持つヒロインを描く恋愛映画。主演のあけみみうにとってはAV女優時代に撮影した最後の映画作品となる。テーマはコミュニケーション不全。「気持ちは話してくれないとわからない」。
2022年5月4日、スターボードから『桃色女子大生 恋の読心術』のタイトルでDVD発売。

## あらすじ
好きな人の心の声が聞こえる能力を持っている初美は、大学のサークル仲間である優吾に片思いをしていた。ある日部室で優吾の服装を褒めたところ、彼は心の中で「チクショウ！」と叫んでおり、その日を境に登校しなくなってしまった。もしかしてサークル、そして学校にも来なくなってしまったのは自分のせいなのでは。そう思った初美は優吾の自宅を訪ねるのだった。

## 登場人物

### 料理サークル
正式名称は「インスタントラーメンを突き詰める会」。カップラーメンではなく、インスタント袋めんをいかにおいしく手間をかけ料理するかを研究、実践、報告を行う大学内サークル。正式名称では女性が集まらないため、表向きには料理サークルとして活動する。
初美
演 ‐ あけみみう
大学生。人の声が聞こえる体質の持ち主。そのせいで恋することに臆病になっている。
なお、人の声が聞こえるといっても意識的に聞くことはできず、思いの強い恋する人、加えて大きく気持ちの揺れる瞬間しか聞こえないなど、初美にとっては「役立たず」の能力。
優吾
演 ‐ 山本宗介
大学生。初美に片思いされているが気づいていない。ある日を境にサークルに来なくなる。
藍
演 ‐ 詩音乃らん
大学生。初美の友人。人の“顔色”が見える特異体質。ミチタカに片思いをしている。
ミナミ
演 ‐ しじみ
年上のサークルメンバーだが、ふわふわしておりつかみどころのない性格だが正直者。トモくんという恋人がいる。岩手出身。
ミチタカ
演 ‐ 赤羽一真
大学生。辛い物好きでサプライズ好き。かつて藍に片思いの末、付けられたあだ名は「セクハラ田ミチタカ」。サークル活動には最も熱心。

### その他人物
トモくん
演 ‐ 細川佳央
年齢不詳のミナミの恋人。九州出身でコック志望。ミナミ同様、行動が読めないタイプ。

## スタッフ
- 監督：竹洞哲也
- 脚本：小松公典
- 撮影監督：創優和
- 録音：植田中、小鷹裕
- 整音：小鷹裕
- 音楽：與語一平
- 助監督：可児正光
- スチール：須藤未悠
- 仕上げ：東映ラボ・テック
- 制作：Blue Forest Film
- 配給・提供：オーピー映画